# Antiquark
Para una explicación más extensa del concepto elemental de quark, diríjase a la página correspondiente: quark.
Un antiquark o anticuark es una antipartícula del quark, cuyas características y variedades siguen, con la única diferencia del signo de la carga eléctrica, que es opuesto (para cada variedad de quark hay un antiquark correspondiente con la misma masa y la misma cantidad de carga, pero con el signo opuesto).
Los quarks se diferencian de los leptones, la otra familia de partículas elementales, en su carga eléctrica. Los leptones (como el electrón, el muon, el tau o los neutrinos) tienen una carga completa (+1, 0 o -1) mientras que los antiquarks tienen una carga de -2/3 o +1/3. Todos los antiquarks tienen espín 1/2 ħ.
Los antiquarks son denotados por una barra sobre el símbolo del correspondiente quark, por ejemplo, si un quark se representa {\displaystyle \mathrm {u} \,}, un antiquark se escribe {\displaystyle {\bar {\mathrm {u} }}}. Así como con la antimateria en general, los antiquarks tienen la misma masa, vida media, y espín que sus respectivos quarks, pero con carga opuesta.